# Кананда
Кананда — река в Эвенкийском районе Красноярского края России, правый приток Нижней Тунгуски. Длина реки — 163 км. Площадь водосборного бассейна — 2640 км².
Река вытекает из небольшого озера на юго-востоке плато Сыверма на высоте более 460 м над уровнем моря. От истока течёт преимущественно на юг. После впадения Хаимкана поворачивает на юго-восток. Приняв справа реку Подушку, устремляется на юг. В среднем течении русло расширяется до 85 м, встречаются пороги. Перед устьем русло реки описывает полуокружность, и течение меняет направление на северо-западное. На берегах — холмистая тайга с преобладанием лиственницы. Впадает в Нижнюю Тунгуску по правому берегу на отметке менее 178 м над уровнем моря, ниже впадения Иритки, в 1125 км от устья Нижней Тунгуски. Ширина перед устьем составляет 20-35 м при глубине 0,5-1 м, скорость течения в низовьях — 0,5 м/с. 

## Основные притоки
Указаны поименованные притоки длиной 20 км и более
| Название   | Расстояние от устья | Длина | Положение |
| ---------- | ------------------- | ----- | --------- |
| Харлюка    | 65                  | 77    | левый     |
| Подушка    | 74                  | 57    | правый    |
| Канкиринда | 125                 | 23    | левый     |

## Данные водного реестра
По данным государственного водного реестра России и геоинформационной системы водохозяйственного районирования территории РФ, подготовленной Федеральным агентством водных ресурсов:
- Бассейновый округ — Енисейский
- Речной бассейн — Енисей
- Речной подбассейн — Нижняя Тунгуска
- Водохозяйственный участок — Нижняя Тунгуска от водомерного поста посёлка Кислокан до водомерного поста посёлка Тура
- Код водного объекта — 17010700212116100072155